# OZ (rivista)
OZ era una rivista alternativa/underground indipendente associata alla controcultura degli anni sessanta. Venne pubblicata a cadenza mensile in Australia dal 1963 al 1969 e nel Regno Unito dal 1967 al 1973.

## Storia editoriale
In Australia  era principalmente una rivista satirica, mentre in Inghilterra era generalmente considerata una rivista della controcultura hippy.
Il caporedattore, in entrambi i paesi, fu Richard Neville.
Sia in Australia che in Gran Bretagna, i creatori di OZ furono citati in giudizio con l'accusa di oscenità per i contenuti della rivista. Una prima causa nel 1963 fu risolta con un espediente, quando i tre editori si dichiararono colpevoli e venne loro commissionata soltanto una multa. In due processi successivi, uno in Australia nel 1964 e l'altro nel Regno Unito nel 1971, gli editori della rivista furono assolti in appello, dopo che erano stati inizialmente dichiarati colpevoli e condannati al carcere.
John Lennon & Yōko Ono si unirono a una marcia di protesta contro la persecuzione della rivista da parte delle autorità e scrissero e produssero appositamente la canzone God Save Us per l'estemporaneo gruppo Elastic Oz Band, che la pubblicò su singolo (Lato B: Do the Oz) per raccogliere fondi a sostegno della pubblicazione. Lennon raccontò che il titolo del brano cambiò in corso d'opera da God Save OZ a God Save Us.

### Edizione australiana
Lo staff editoriale originale della versione australiana della rivista includeva gli studenti universitari Richard Neville, Richard Walsh e Martin Sharp, e Peter Grose, un giornalista proveniente dal Daily Mirror di Sydney. Altri collaboratori dell'epoca erano il critico d'arte Robert Hughes e il futuro scrittore Bob Ellis. Neville, Walsh e Sharp avevano tutti curato il giornale scolastico dei propri istituti: Neville il giornale Tharunka della University of NSW, Walsh l'Honi Soit della University of Sydney e Sharp aveva collaborato alla rivista The Arty Wild Oat mentre studiava alla National Art School di Sydney. Influenzati dall'umorismo radicale di comici come lo statunitense Lenny Bruce, Neville e amici decisero di fondare una "rivista del dissenso".
Il primo numero, costituito da 16 pagine, fu pubblicato il 1º aprile 1963, causando un certo scalpore, e vendendo circa 6,000 copie il giorno stesso della pubblicazione. Era una parodia del The Sydney Morning Herald e recava in prima pagina la notizia fasulla del crollo del Sydney Harbour Bridge. Erano presenti inoltre una dettagliata storia della cintura di castità attraverso i secoli e un racconto sull'aborto, basato sull'esperienza personale di Neville con la sua ragazza (si noti che l'aborto era ancora illegale all'epoca nel Nuovo Galles del Sud). Tutto questo, portò ben presto alla rivista la prima denuncia per oscenità, ma ebbe anche conseguenze più immediate. Come risultato delle polemiche causate dalla storia sull'aborto, il Daily Mirror di Sydney cancellò il contratto pubblicitario che aveva stipulato con la rivista, e minacciò di licenziare Peter Grose se egli non si fosse dimesso dalla redazione di OZ.
OZ fu una rivista pionieristica nel trattare temi scottanti quali censura, omosessualità, brutalità della polizia, razzismo e il coinvolgimento del governo australiano nella guerra in Vietnam, oltre a mettere abitualmente in ridicolo varie figure istituzionali, personaggi di spicco, e politici come il Primo Ministro Robert Menzies.
Nella metà del 1963, poco tempo dopo la pubblicazione del terzo numero della rivista, Neville, Walsh e Grose furono citati in giudizio con l'accusa di distribuire materiale osceno; lo shock causato da tale accusa fece venire un infarto al padre di Walsh, uomo profondamente religioso, e così l'udienza venne aggiornata fino al settembre 1964, quando i tre si dichiararono colpevoli così da ottenere le attenuanti, pagare una multa, ed evitare il carcere.
Nell'aprile 1964, Neville, Walsh e Sharp furono nuovamente citati in giudizio con l'accusa di oscenità, ma la situazione si complicò a causa del fatto che gli imputati si erano dichiarati colpevoli del corso del primo processo, e questa situazione aggravò la possibile condanna se fossero stati ritenuti colpevoli una seconda volta. I tre furono condannati a una pena dai tre ai sei mesi di lavori forzati, ma furono rilasciati su cauzione in attesa dell'appello. I loro sostenitori decisero di raccogliere fondi in loro favore con un concerto di beneficenza, che si svolse al Sydney University Theatre il 15 novembre 1964. Il caso generò molto clamore, ma alla fine la condanna al carcere venne revocata in appello principalmente perché - come accadrà nel loro successivo processo in Gran Bretagna - si erano verificate delle irregolarità procedurali durante il primo dibattimento giudiziario.
Nei numeri successivi OZ portò avanti numerose inchieste nel sottobosco criminale di Sydney. Una trattò il tema del racket degli aborti illegali, e un'altra la corruzione all'interno delle forze di polizia in Australia.
Nel 1965 Richard Neville ebbe un incontro ravvicinato con il boss del crimine organizzato di Sydney, Lennie McPherson, noto criminale all'epoca in forte ascesa, in parte grazie alla sua abitudine sistematica di far uccidere in pubblico i propri rivali.
Più avanti quello stesso anno, OZ pubblicò un articolo intitolato "The Oz Guide to Sydney's Underworld", basato sulle informazioni avute da due giornalisti locali, che includeva la lista dei "20 peggiori criminali di Sydney". La lista lasciò deliberatamente vacante la prima posizione, ma al numero 2 venne inserito "Len" (alias McPherson) descritto come una vera canaglia e un "informatore della polizia". Poco tempo dopo la pubblicazione dell'articolo, McPherson si recò personalmente in visita presso l'abitazione di Neville a Paddington; minacciandolo di non permettersi mai più di definirlo una spia.
La lista ebbe anche un ruolo nella morte del criminale Jacky Steele, ucciso a colpi di arma da fuoco a Woollahara nel novembre 1965. Steele, che stava cercando di prendere il controllo del racket diretto da McPherson, sopravvisse circa un mese dopo l'attentato prima di morire per le ferite subite, ma prima disse alla polizia che McPherson era stato il mandante dell'agguato perché lui aveva comprato molte copie di OZ diffondendole in giro, e si era notoriamente preso gioco di McPherson in quanto egli non era in cima alla lista. OZ rivelò la storia in un numero successivo.
Sharp e Neville partirono per Londra nel febbraio 1966, mentre Walsh tornò agli studi. Egli proseguì la pubblicazione di una versione ridotta di OZ fino al 1969, che includeva materiale inviato da Neville e Sharp direttamente dall'Inghilterra.

### Edizione britannica
All'inizio del 1966 Neville e Sharp si recarono in Gran Bretagna e nei primi mesi del 1967, insieme all'australiano Jim Anderson, fondarono la versione britannica di OZ con sede a Londra. I collaboratori della testata includevano la giornalista Germaine Greer, l'artista e regista Philippe Mora, l'illustratore Stewart Mackinnon, il fotografo Robert Whitaker, il giornalista Lillian Roxon, i fumettisti Michael Leunig, Angelo Quattrocchi, Barney Bubbles e David Widgery.
Avendo accesso a mezzi tecnici di stampa più avanzati, incluse lamine metalliche, inchiostri fluorescenti e libertà di layout offerta dal sistema stampa offset, il talento artistico di Sharp esplose e OZ divenne rapidamente una delle pubblicazioni più visivamente emozionanti del suo tempo. Svariate edizioni di OZ includevano abbaglianti e psichedelici poster estraibili opera di Sharp, del duo Hapshash and the Coloured Coat e di altri; questi diventarono immediatamente dei ricercati oggetti da collezione. Altra innovazione fu la copertina di OZ numero 11, che includeva vari adesivi, stampati in rosso, giallo o verde. L'edizione tutta grafica di "Magic Theatre"  (OZ n. 16, novembre 1968), supervisionata da Sharp e Mora, è stata descritta dallo scrittore Jonathon Green "probabilmente il più grande successo dell'intera stampa alternativa britannica." Durante questo periodo Sharp creò inoltre due famose copertina psichedeliche per album discografici dei Cream, Disraeli Gears e Wheels of Fire.
Il coinvolgimento di Sharp scemò gradualmente nel periodo 1968-69 e l'edizione "Magic Theatre" fu uno dei suoi ultimi contributi alla rivista. Al suo posto, il giovane londinese Felix Dennis, che aveva venduto la rivista per strada, venne portato in redazione da Neville e Anderson. Gli argomenti trattati dalla rivista facevano regolarmente infuriare l'establishment britannico con una serie di posizioni di sinistra, tra cui la pesante critica della Guerra in Vietnam, e il sostegno al movimento contro la guerra, discussioni su droga, sesso e stili di vita alternativi e polemiche storie politiche, come lo scoop circa la tortura dei cittadini sotto il dominio della giunta militare in Grecia.

### Processo per oscenità

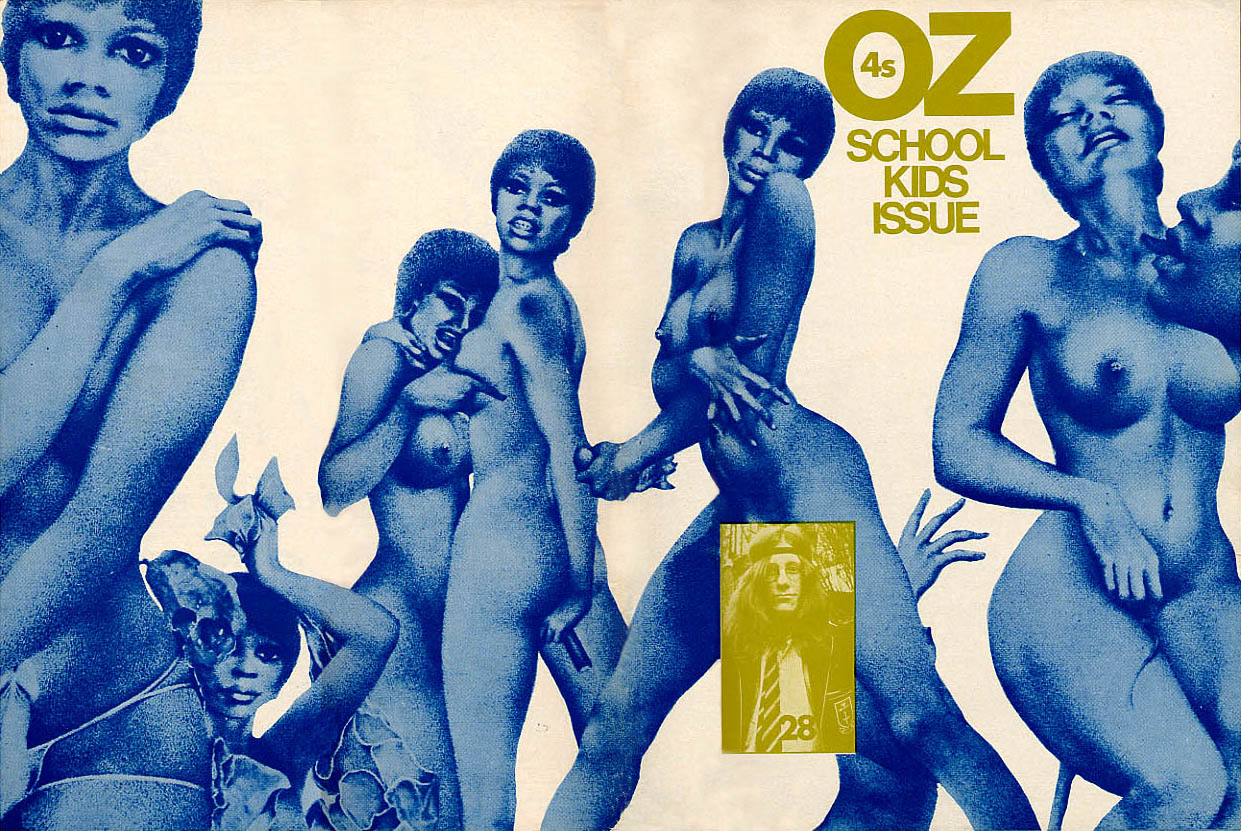
OZ London, n. 28, maggio 1970: il famigerato numero della rivista che fu accusato di oltraggio al pudore e corruzione della gioventù

Nel 1970, in reazione alle critiche ricevute dalla rivista sul fatto che OZ avesse ormai perso il contatto con la gioventù, la redazione dichiarò che uno dei prossimi numeri della rivista sarebbe stato a cura di bambini in età scolare. L'opportunità venne colta da circa venti studenti della scuola secondaria (inclusi Charles Shaar Murray e Deyan Sudjic), che quindi furono i responsabili del numero 28 di OZ (maggio 1970), generalmente conosciuto come "Schoolkids OZ". In uno degli articoli presenti, era inclusa una parodia sessuale esplicita dell'orsetto Rupert the Bear. Questa causò la denuncia per oscenità ed oltraggio al pudore, aggravata dal fatto che la parodia era stata ideata da un minorenne. La giustizia britannica accusò Neville, Dennis e Anderson di "cospirazione atta alla corruzione della morale pubblica"; accusa che, in teoria, prevedeva anche la pena dell'ergastolo.
Il processo si aprì ufficialmente nel giugno 1971. Le accuse riportate nel tribunale penale centrale affermavano "[che gli imputati] cospiravano con alcuni altri giovani per produrre una rivista contenente articoli osceni, pornografici, indecenti e sessualmente pervertiti, cartoni animati e disegni sconci con l'intenzione di corrompere la morale di bambini e di altri giovani e per suscitare e impiantare nelle loro menti idee lussuriose e perverse". Secondo il pubblico ministero, "si trattava di omosessualità, lesbismo, sadismo, pratiche sessuali perverse ed assunzione di droga".
John Lennon & Yōko Ono furono tra i più accesi sostenitori dell'innocenza della rivista dalle accuse di oscenità, presero parte a una manifestazione di protesta contro la persecuzione di OZ da parte del governo, e Lennon scrisse la canzone God Save OZ (poi diventata God Save Us) per raccogliere fondi in favore della rivista e dei suoi editori.

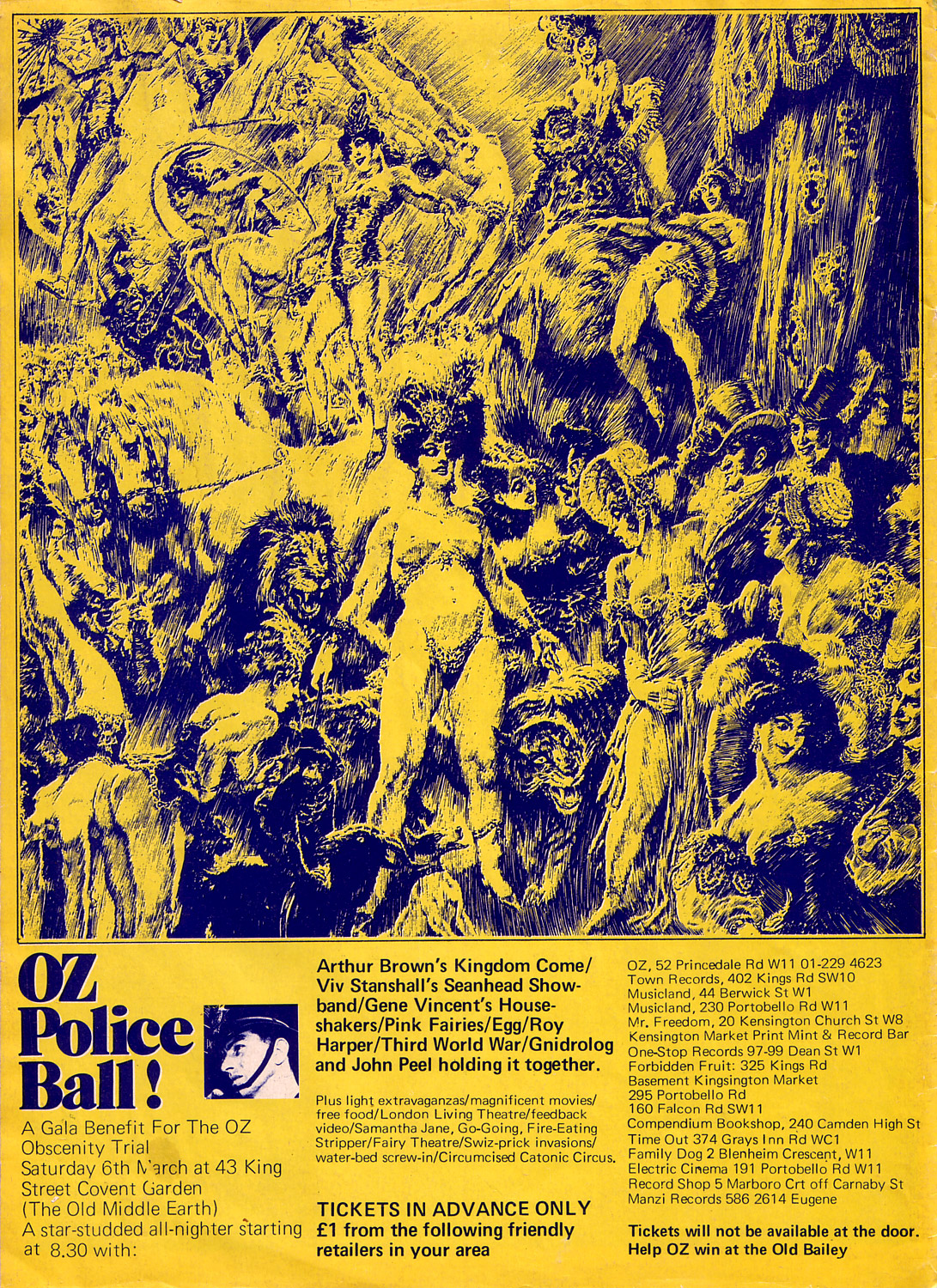
OZ London, n. 33, annuncio per il galà di beneficenza contro il processo per oscenità di OZ sul retro copertina della rivista

Il processo fu, all'epoca, il più lungo processo per oscenità mai tenutosi in Gran Bretagna, e il primo nel quale alle accuse di oscenità erano state aggiunte quelle circa la corruzione della morale pubblica. Testimoni della difesa inclusero l'artista Feliks Topolski, il comico Marty Feldman, Caroline Coon, John Peel, George Melly, Ronald Dworkin e l'accademico Edward de Bono.
Al termine del processo, i "tre di OZ", come definiti dalla stampa, furono dichiarati non colpevoli per l'accusa di cospirazione, ma colpevoli per due reati minori e condannati al carcere; anche se Dennis ebbe una condanna più mite in quanto il giudice, Michael Argyle, ritenne che Dennis fosse "considerevolmente meno intelligente degli altri due". Poco tempo dopo la pronuncia dei verdetti, i tre furono portati in prigione e vennero loro tagliati a forza i capelli lunghi, un atto che aggiunse ancora più scalpore ed indignazione alla già considerevole protesta che circondava il processo e il verdetto.
L'immagine più conosciuta del processo proviene dalla prima convocazione, dove Neville, Dennis e Anderson si presentarono tutti e tre vestiti da scolarette.
Al processo d'appello, gli imputati furono assolti per evidenti irregolarità procedurali commesse nel procedimento giudiziario precedente.
OZ beneficiò della pubblicità derivante dal processo, e grazie alla curiosità del pubblico nei confronti della causa per oscenità, la tiratura salì fino a circa 80,000 copie in Gran Bretagna. Tuttavia, la popolarità della rivista scemò velocemente nei successivi due anni, e OZ chiuse i battenti, sommersa dai debiti, nel novembre 1973 con il numero 48.